# Bergeria occidentalis
Bergeria occidentalis är en fjärilsart som beskrevs av Sergius G. Kiriakoff 1957. Bergeria occidentalis ingår i släktet Bergeria och familjen björnspinnare. Inga underarter finns listade i Catalogue of Life.